# Бучин, Виктор Николаевич
Виктор Николаевич Бучин (12 октября 1919, Москва — 20 января 2017, там же) — советский лыжник, тренер по лыжным гонкам и биатлону. Неоднократный чемпион и призёр чемпионатов СССР. Мастер спорта СССР, заслуженный тренер СССР.

## Биография
Родился в спортивной семье, его отец был до революции известным автогонщиком, популяризатором автоспорта, в семье было пятеро детей. С детства занимался в секциях общества «Динамо» под руководством тренера Виктора Николаевича Денисова, награждён почётным знаком «Юный динамовец» под № 2. В 18 лет выполнил норматив мастера спорта СССР по лыжным гонкам, занял шестое место на первенстве СССР в гонке на 15 км.
Участник Великой Отечественной войны, служил в мотострелковой дивизии особого назначения имени Ф. Э. Дзержинского, участвовал в Параде Победы (1945). 
В послевоенное время вернулся в спорт. Становился чемпионом СССР по лыжным гонкам в 1947 и 1953 годах в гонке патрулей на 30 км, а в 1948 и 1951 годах в этой дисциплине выигрывал серебряные медали.
По окончании спортивной карьеры работал тренером в обществе «Динамо» в Москве, тренерская карьера насчитывает более 40 лет. Окончил Высшую школу тренеров. С конца 1950-х годов работал не только с лыжниками, но и с биатлонистами. Его воспитанники — олимпийские чемпионы Фёдор Симашев, Владимир Гундарцев, также под его руководством в разное время тренировались лыжники Вячеслав Веденин, Юрий Чарковский, А. Наседкин, биатлонисты Николай Мещеряков, Александр Селифонов, В. Гончаров, будущий руководитель ФСО России Юрий Крапивин. Всего подготовил более 300 мастеров спорта. Входил в тренерский штаб сборной СССР на трёх Олимпиадах (1968, 1972, 1976). 
В 2000-е годы в Москве был организован Фонд им. В. Н. Бучина, проводятся гонки на призы В. Бучина и Ф. Симашова.
Похоронен на Троекуровском кладбище  (участок 26а) .

## Семья
Один из братьев, Сергей, был неоднократным чемпионом СССР по автогонкам. Ещё один брат, Александр, был личным шофёром маршала Жукова.
Был женат, двое детей. Сын Сергей — мастер спорта СССР по биатлону, дочь Елена — мастер спорта СССР по фигурному катанию.

## Награды и звания
«Заслуженный тренер СССР».
Кавалер ордена Отечественной войны II степени, награждён медалями «За победу над Германией» и «За оборону Москвы». Награждён медалью ордена «За заслуги перед Отечеством» II степени (1998) и I степени (2005).
«Отличник физической культуры и спорта».